# Koksilah River Provincial Park
Der Koksilah River Provincial Park ist ein etwa 230 Hektar (ha) großer Provincial Park in der kanadischen Provinz British Columbia. Er liegt am Rand der Gemeinde Shawnigan Lake, etwa 15 Kilometer westlich des Highway 1. Der Park liegt im Cowichan Valley Regional District und ist nicht für Übernachtungen vorgesehen, ein sogenannter Day-use Park.
Unmittelbar östlich des Parks liegt die Kinsol-Eisenbahnbrücke (Kinsol Trestle), eine große freistehende hölzerne Trestle-Brücke.

## Anlage
Der Park besteht aus zwei Teilen und zieht sich entlang des Ufers des Koksilah River. Ein kleinerer Teil des Parks befindet sich etwa zwei Kilometer südwestlich des Hauptteils des Parks. Dabei besteht auch der Hauptteil des Parks aus zwei Blöcken, diese sind jedoch direkt miteinander verbunden. An den nordöstlichen Hauptteil des Parks grenzt nach Norden unmittelbar der Hwsalu-utsum Provincial Park an.
Bei dem Park handelt es sich um ein Schutzgebiet der IUCN-Kategorie II (Nationalpark).

## Geschichte
Der Park wurde im Jahr 1954 eingerichtet. Im Laufe der Zeit wurden mehrmals sowohl seine Größe wie auch sein Schutzstatus geändert. Bei seiner Gründung hatte er eine Größe von 303 Acre, das entspricht etwa 122,6 ha. Zuletzt wurden seine Grenzen im Jahr 2004 verändert. Er wuchs dabei auf aktuell 230 ha.

## Flora und Fauna
Das Ökosystem von British Columbia wird mit dem Biogeoclimatic Ecological Classification (BEC) Zoning System in verschiedene biogeoklimatischen Zonen eingeteilt. Biogeoklimatische Zonen zeichnen sich durch ein grundsätzlich identisches oder sehr ähnliches Klima sowie gleiche oder sehr ähnliche biologische und geologische Voraussetzungen aus. Daraus resultiert in den jeweiligen Zonen dann auch ein sehr ähnlicher Bestand an Pflanzen und Tieren. Innerhalb dieser Systematik wird der Park, ebenso wie die umliegenden Parks, der Very Dry Maritime Subzone der Coastal Western Hemlock Zone (CWHxm1) zugeordnet.
Während es sich bei dem umgebenden Wald hauptsächlich um jüngeren, nach forstwirtschaftlicher Nutzung gewachsenen Wald handelt, finden sich im südwestlichen Teil den Parks noch Altbestände mit Amerikanischem Erdbeerbaum und Küsten-Tanne.
Im Park finden sich auch verschiedene schützenswerte bzw. bedrohte Pflanzen wie Sommerwurzen (Orobanche pinorum) oder Lupinen (Lupinus lepidus var. lepidus).

## Aktivitäten
Der Park wird hauptsächlich durch die Bewohner der Region aufgesucht, da offiziell keine Übernachtungen im Park möglich sind. Er ist dabei besonders bei Mountain Bikern und Motorradfahren beliebt.

## Benachbarte Parks
Die nächstgelegenen Provincial Parks sind, in Richtung Süden, der West Shawnigan Lake Provincial Park und der Memory Island Provincial Park.